# Àcid heptacosanoic
L'àcid heptacosanoic (anomenat també, de forma no sistemàtica, àcid carbocèric) és un àcid carboxílic de cadena lineal amb vint-i-set àtoms de carboni, la qual fórmula molecular és {\displaystyle {\ce {C27H54O2}}}. En bioquímica és considerat un àcid gras, i se simbolitza per C27:0.

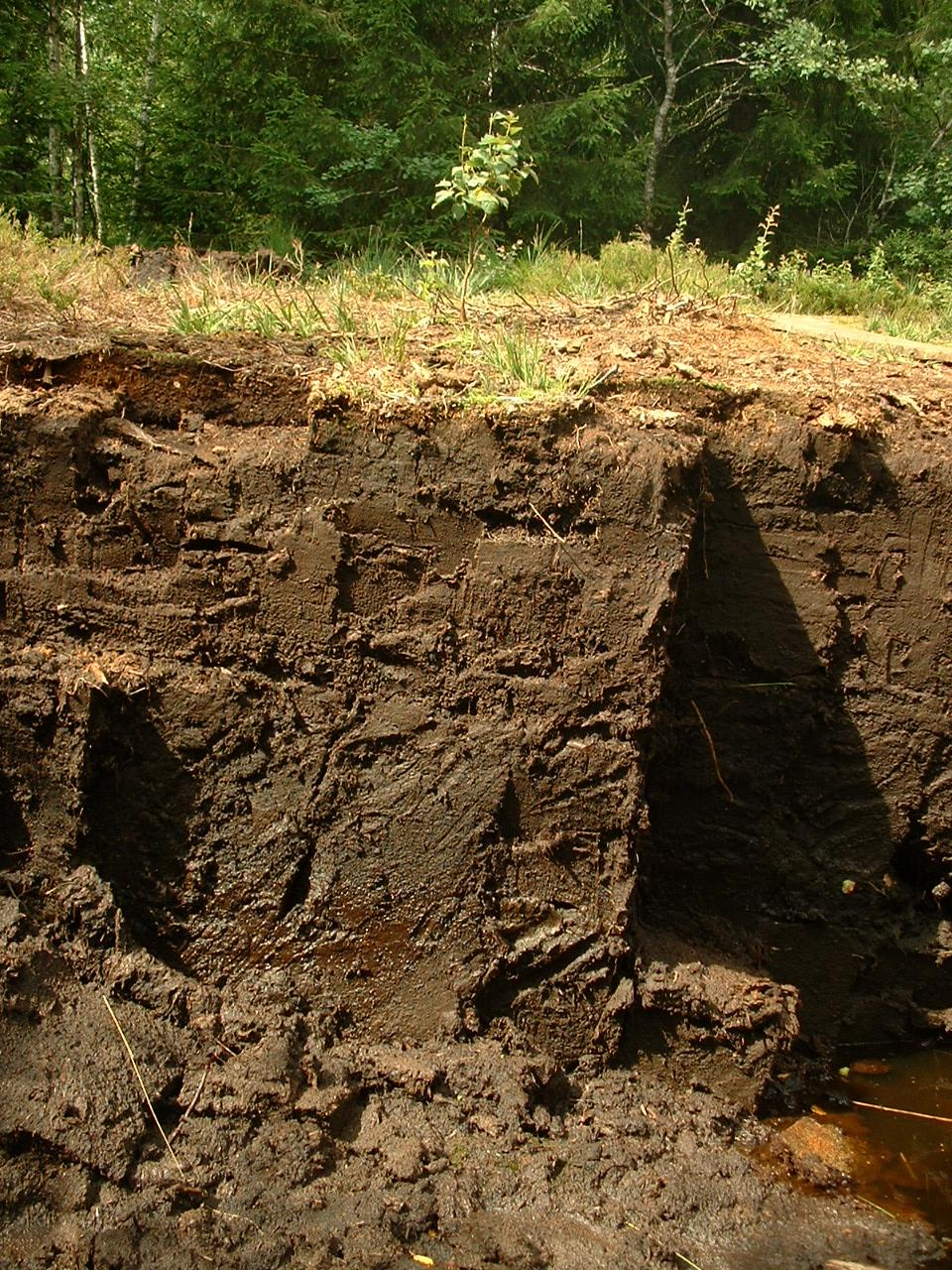
Torba

L'àcid heptacosanoic a temperatura ambient és un sòlid que fon a 87,6 °C i té un índex de refracció d'1,4324 a 70 °C. Fou aïllat de la torba el 1932, i també el 1933 a la cera montana de Bohèmia obtinguda de lignit i torba.
S'ha trobat l'àcid heptacosanoic en la sang i els teixits de pacients amb diferents trastorns peroxisomals genètics (malaltia de Refsum, adrenoleucodistròfia X, adrenoleucodistròfia neonatal o síndrome de Zellweger).